# حسين سليم الحسيني
حسين سليم الحسيني. رئيس بلدية القدس في الفترة مابين عام 1910 إلى عام 1917، وهو نجل سليم الحسيني الذي كان بدوره رئيسًا لبلدية القدس آواخر القرن التاسع عشر، وبعد أن انهزم الجيش العثماني أمام الجيش الإنكليزي في جنوب فلسطين، قام المتصرف التركي بتكليف حسين الحسيني بتسليم مفاتيح مدينة القدس للإنكليز حتى لا تتعرض مقدساتها للخراب، وتوفي الحسيني عام 1918 بعد دخول الإنكليز إلى القدس بأسابيع، وتولى رئاسة بلدية القدس من بعده شقيقه موسى كاظم الحسيني.